# S - Alternativet
S - Alternativet, S-Alt, var ett politiskt parti registrerat för val till kommunfullmäktige i Pajala kommun. Partiet startades inför valet 1994, då man startade med en så kallad spränglista. Till valet 2006 lades partiet ned då dess styrelse valde att stödja moderpartiet istället.

## Valresultat
| År   | Andel röster | Antal mandat |
| ---- | ------------ | ------------ |
| 1998 | 11,5 %       | 4 (av 33)    |
| 2002 | 6,6 %        | 2 (av 33)    |
| 2006 | 0,0 %        | 0 (av 33)    |